# 肺胀
肺胀是中医学中多种慢性肺系疾患反复发作，迁延不愈，导致肺气胀满，不能敛降的一种病证。临床表现为胸部膨满，胀闷如塞，喘咳上气，痰多，烦燥，心慌等。其病程缠绵，时轻时重，日久则见面目晦暗，唇甲紫绀，脘腹胀满，肢体浮肿，甚或喘脱等危重证候。可见于西医的肺气肿、肺源性心脏病等。

## 外部連結
- 肺氣腫 （页面存档备份，存于） 中藥方劑圖像數據庫 (香港浸會大學中醫藥學院) （中文）（英文）